# Euzonus flabelligerus
Euzonus flabelligerus är en ringmaskart som först beskrevs av Ziegelmeier 1955.  Euzonus flabelligerus ingår i släktet Euzonus och familjen Opheliidae. Arten har ej påträffats i Sverige. Inga underarter finns listade i Catalogue of Life.